# Закон нуля і одиниці
Зако́н нуля́ чи одиниці — твердження в теорії ймовірностей про те, що всяка остаточна подія, тобто подія настання якої визначається лише скільки завгодно віддаленими елементами послідовності незалежних випадкових подій або випадкових величин, має ймовірність нуль або одиниця.

## Формулювання
Нехай дано ймовірнісний простір {\displaystyle (\Omega ,\;{\mathcal {F}},\;\mathbb {P} )} і визначена на ньому послідовність незалежних випадкових подій {\displaystyle \{X_{n}\}_{n=1}^{\infty }}. Нехай {\displaystyle {\mathcal {F}}_{\infty }} — її остаточна {\displaystyle \sigma }-алгебра. Тоді якщо {\displaystyle A\in {\mathcal {F}}_{\infty }}, то {\displaystyle \mathbb {P} (A)=0} або {\displaystyle \mathbb {P} (A)=1}.

## Приклад
Нехай {\displaystyle \{X_{n}\}_{n=1}^{\infty }} послідовність незалежних випадкових величин. Тоді ряд
{\displaystyle \sum \limits _{n=1}^{\infty }X_{n}}
є збіжним або розбіжним майже напевно.